# 75 mm armata przeciwlotnicza 75/46 C.A. Modello 34
Cannone da 75/46 C.A. modello 34 – włoskie działo przeciwlotnicze skonstruowane w okresie międzywojennym.

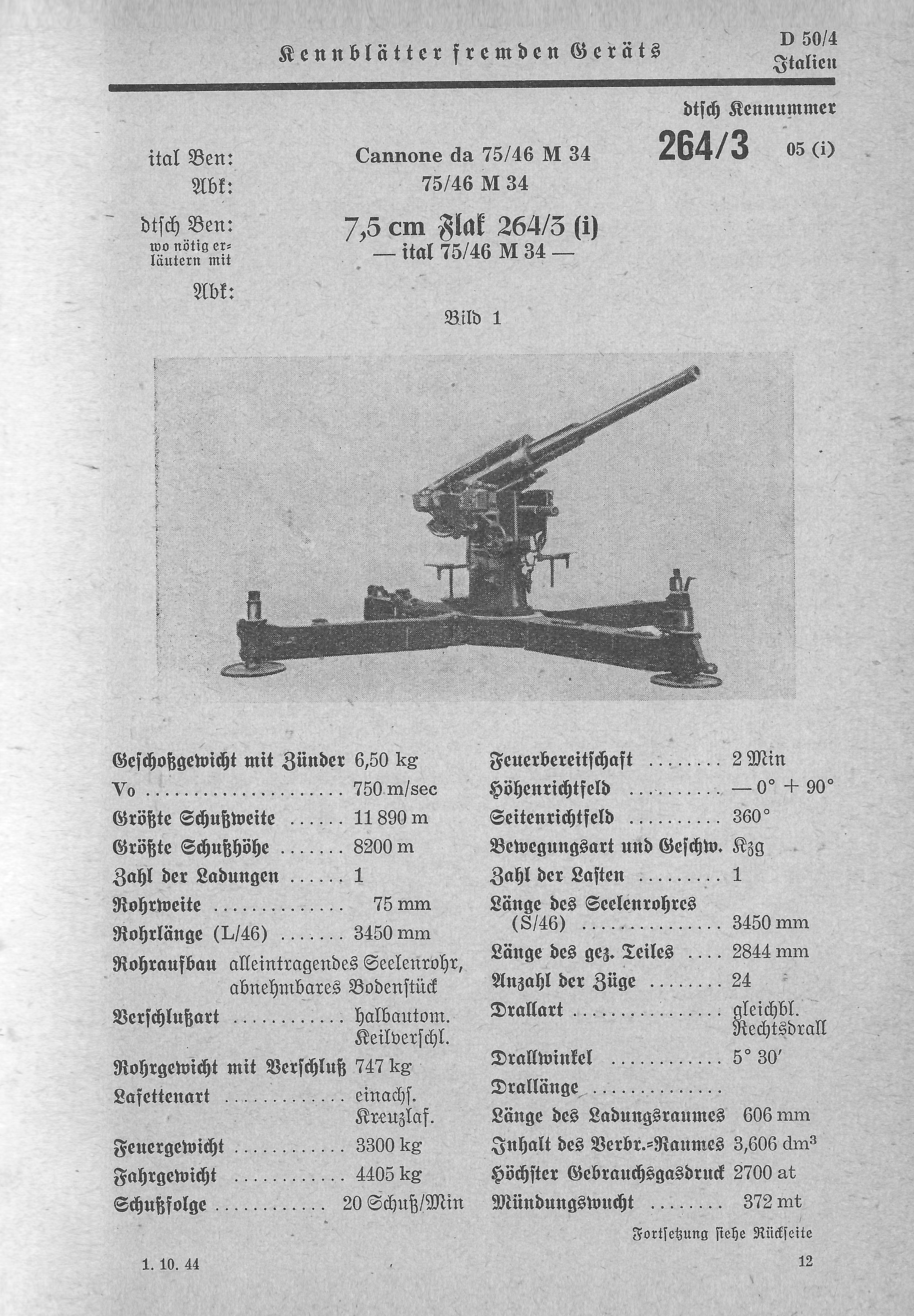
7,5 cm Flak 264/3 (i) <--> Cannone da 75/46 M 34 <--> Kennblätter fremden Geräts D 50/4

W 1926 w zakładach Ansaldo skonstruowano działo przeciwlotnicze kalibru 75 mm. Po długich testach w 1934 seryjne działa trafiły do jednostek. Słabość włoskiego przemysłu sprawiła, że z zamówionych 240 armat tego typu do końca 1942 dostarczono 226.
Po kapitulacji Włoch cześć armat tego typu została przejęta przez Wehrmacht, a następnie była używana przez jednostki stacjonujące we Włoszech pod oznaczeniem 7,5 cm FlaK 264/3(i).